# Cá cháo Đại Tây Dương
Cá cháo Đại Tây Dương (Danh pháp khoa học: Elops saurus) là một loài cá cháo biển trong họ cá đơn chi Elopidae. 

## Đặc điểm
Giống như các loài khác trong chi của nó, chúng có một cơ thể dài, thanh mảnh, thân tròn phủ đầy vảy bạc, đuôi chẻ sâu. Các loài có thể được phân biệt bằng cách đếm số lượng Lược mang ở cánh và đốt sống. Chúng sống ở phía Tây Bắc Đại Tây Dương từ New England tới Florida, và Vịnh Mexico. Phạm vi phân bố của nó của nó trùng với cá Malacho (Elops smithi) ở phía đông nam Hoa Kỳ và miền nam vịnh Mexico.
Cũng giống như các thành viên khác của Elopidae, chúng là một loại cá biển có thể sinh ra ở biển, nhưng ít được biết về giai đoạn biển này. Các ấu trùng sống cho 2-3 năm và khi trưởng thành, tiến tới môi trường sống ngoài khơi, biển rộng. Loài này sử dụng các khu vực cửa sông và đầm phá hypersaline; những thay đổi về chất lượng của những môi trường sống có thể ảnh hưởng biến động dân số của loài này, nó có thể bị ảnh hưởng xấu bởi sự phát triển và đô thị hóa